# ارتم کولتیشف
ارتم کولتیشف (اوکراینی: Артем Сергійович Култишев؛ زادهٔ ۲۸ مارس ۱۹۸۴) بازیکن فوتبال اهل اوکراین است.
از باشگاه‌هایی که در آن بازی کرده‌است می‌توان به باشگاه فوتبال بلشیتا بابرویسک اشاره کرد.